# 内莉亚·德米特里耶夫娜·苏兹达洛娃
内莉亚·德米特里耶夫娜·苏兹达洛娃（Нэля Дмитриевна Суздалова）是一位苏联-俄罗斯伊捷尔缅族诗人和作家。

## 生平
苏兹达洛娃于1937年出生在季吉利区的上哈伊留佐沃村（今属堪察加边疆区）。
她毕业于比罗比詹文教学校。曾先后在两个图书馆工作：起初在科夫兰村，后来在季吉利村。被任命为上哈伊留佐沃村文化站的负责人，开始从事群众文化工作。她开始创作诗歌、童话、短篇小说，讲述故乡的土地和人民，并组织了一个舞蹈团。
苏兹达洛娃于1950年代开始发表作品，但她真正活跃地发表作品是在1960年代末期。对这位女作家来说，1980年代是创作极为丰硕的时期。当时，州级报纸《堪察加真理报》和《堪察加共青团员报》定期为她提供文学版面。她的诗歌、传说和童话开始发表在远东地区的文集、选集和作品集中，如《在遥远的北方》、《在七风之下》、《叹息的深处》、《堪察加》。散见于报刊和文集中的作品最终汇集成她的第一部个人作品集《那些狗拉雪橇已远去……》（1993年）。1995年出版了《火萨满女》一书，1997年出版了《在苔原上相遇》。
自1996年起**，苏兹达洛娃的诗歌开始被收入莫斯科出版的文学选集（如《北方与远东少数民族当代文学》，莫斯科，1996年；《最后的来临》，莫斯科，1998年）。
后来她移居彼得罗巴甫洛夫斯克-堪察加市。她创建了名为“星火”的家庭民俗乐团，并与其一起在堪察加乃至俄罗斯境外进行演出。
2013年，她出版了《祖先的土地》一书，该书汇集了作家创作的各种体裁作品：抒情诗、童话、传说、短篇小说、随笔、抒情笔记和日记体记录。
苏兹达洛娃于2023年9月22日逝世。

## 奖项与荣誉
- Г. 波罗托夫奖（1993年）。
- “俄罗斯爱国者” 纪念奖章（2010年）—— 表彰其在青年爱国主义教育方面的重大贡献。
- 众多比赛和艺术节的获奖者与参与者。